# Blue Mammoth Games
Blue Mammoth Games es un estudio desarrollador de videojuegos estadounidense con sede en Atlanta, propiedad de Ubisoft desde 2018.
Fundado en 2009, de forma independiente, su primer lanzamiento fue Dungeon Blitz, un juego del género MMORPG lanzado en 2012. El juego fue catalogado por Facebook como uno de los más exitosos títulos del catálogo de la red social, llegando a tener más de 7 millones de jugadores. En 2014 anunciaron en el PAX East su segundo y más exitoso trabajo hasta ahora, Brawlhalla, un videojuego gratuito de lucha que sería lanzado como acceso anticipado en el año 2015, hasta que el 17 de octubre de 2017 fue lanzado al público. Brawlhalla es un éxito desde su lanzamiento, recibiendo críticas muy positivas por los usuarios, generalmente por su sistema de combate y dinamismo en las batallas, clasificándose entre los mejores juegos en el año de su lanzamiento.
El 2 de marzo de 2018, el estudio fue adquirido por Ubisoft. Según uno de sus fundadores, esta adquisición permitiría al estudio seguir creciendo y mejorar aún más la calidad de sus juegos.